# Bruno Leali
Bruno Leali (Roè Volciano, Llombardia, 6 de març de 1958) és un ciclista italià, ja retirat, que fou professional entre 1979 i 1994.
En el seu palmarès destaca una victòria d'etapa al Giro d'Itàlia de 1984 i el Campionat d'Itàlia de ciclisme en ruta de 1987. El 1993 va dur la maglia rosa del Giro d'Itàlia durant tres etapes. Una vegada retirat va exercir de director esportiu de diversos equips,diferents equips ciclistes, entre els quals destaca el Brescialat i el Mercatone Uno.
El 2010 se'l va trobar en possessió de productes dopants durant la disputa del Girobio, motiu pel qual l'equip Lucchini-Unidelta fou expulsat de la cursa. El 2011 el Comitè Olímpic Italià li va prohibir la pràctica esportiva de per vida i el va condemnar a una multa de 20.000 euros. El setembre de 2015 l' Agència Mundial Antidopatge el va incloure a la llista d'esportistes que tenen prohibida la pràctica esportiva de per vida.

## Palmarès
- 1977
  - 1r al Gran Premi Colli Rovescalesi
- 1980
  - Vencedor d'una etapa de la Volta al País Basc
- 1982
  - Vencedor d'una etapa de la Settimana Ciclistica Bergamasca
- 1984
  - Vencedor d'una etapa del Giro d'Itàlia
  - Vencedor d'una etapa de la Ruta d'Or
- 1985
  - 1r al Giro del Laci
- 1987
  -  Campió d'Itàlia de ciclisme en ruta (Coppa Agostoni)
  - 1r al Trofeu Baracchi, amb Massimo Ghirotto
- 1989
  - 1r a la Settimana Siciliana i vencedor d'una etapa
- 1991
  - Vencedor d'una etapa del Gran Premi del Midi Libre

### Resultats al Giro d'Itàlia
- 1980. 65è de la classificació general
- 1981. 28è de la classificació general
- 1982. 52è de la classificació general
- 1983. 19è de la classificació general
- 1984. 20è de la classificació general. Vencedor d'una etapa
- 1985. 80è de la classificació general
- 1986. 58è de la classificació general
- 1987. 57è de la classificació general
- 1989. No surt (13a etapa)
- 1990. 120è de la classificació general
- 1991. 70è de la classificació general
- 1992. 18è de la classificació general
- 1993. 15è de la classificació general.  Porta el mallot rosa durant 3 etapes
- 1994. 47è de la classificació general

### Resultats al Tour de França
- 1979. 77è de la classificació general
- 1982. 76è de la classificació general
- 1984. 76è de la classificació general
- 1985. Abandona (16a etapa)
- 1986. 73è de la classificació general
- 1988. 77è de la classificació general

### Resultats a la Volta a Espanya
- 1990: No surt (20a etapa)
- 1992. 88è de la classificació general
- 1993. 51è de la classificació general
- 1994. Abandona (19a etapa)